# Diphyllidea
Diphyllidea – nieliczny rząd zaliczany do tasiemców. Tylna część ich skoleksu przekształcona jest w szypułkę. Bruzdy przylgowe (brzuszna i grzbietowa) są pozornie zrośnięte w płaszczyźnie strzałkowej. Silnie rozwinięty ryjek (rostellum) zaopatrzony jest w długie haki, na szypułce przybierają one kształt litery "T". Szyja ich jest krótka. Narządy płciowe typu Tetraphyllidea, jednak przewody płciowe otwierają się po stronie brzusznej. Końcowe trzony często odrywają się, osiągając dojrzałość płciową w jelicie dopiero po upływie pewnego czasu. Do swego rozwoju wymgają tylko jednego żywiciela pośredniego (skorupiaka lub mięczaka). Są to pasożyty ryb chrzęstnoszkieletowych. Przedstawicielem tego rzędu jest Echinobothrium benedeni pasożytujący w jelicie ryb chrzęstnoszkieletowych, a jego larwa typu cysticerkoid nie posiadająca przydatka ogonowego rozwija się w skorupiakach (Hippolyte varians).